# You Are My Sunshine
Pour les articles homonymes, voir Sunshine.
You Are My Sunshine est une chanson country écrite par Jimmie Davis et Charles Mitchell, mais dont la paternité est contestée. Elle est enregistrée en 1940 par Davis. C'est un standard de la musique américaine et l'une des chansons officielles de l'État de Louisiane. Selon l'organisation Broadcast Music Inc. en 2000, la chanson est enregistrée par plus de 350 artistes et traduite en 30 langues. Ses reprises les plus connues incluent un enregistrement de Johnny Cash en 1989.
Écrite et enregistrée dès 1939, la chanson est publiée pour la première fois et protégée par copyright en 1940 par Davis et Mitchell. Davis, gouverneur de la Louisiane de 1944 à 1948 et de 1960 à 1964, utilise la chanson pour ses campagnes électorales. En 1977, la législature de l'État de Louisiane décrète You Are My Sunshine comme chanson d'État en l'honneur de Davis.
Selon Roy Horton de la Peer International Corporation, You Are My Sunshine est le morceau qui a rapporté le plus d'argent de toute l'Histoire de la musique country. En 1999, la chanson est récompensée par un Grammy Hall of Fame Award et la RIIA l'intègre dans la liste des Songs of the Century. En 2003, elle est classée no 73 sur les « 100 plus grandes chansons de musique country » de la CMT.

## Historique

### Premiers enregistrements
Les Pine Ridge Boys (Marvin Taylor et Doug Spivey) enregistrent la chanson sous le titre You Are My Sunshine le 22 août 1939 à Atlanta, en Géorgie, et le disque est publié par Bluebird Records le 6 octobre 1939. Aucun auteur-compositeur n’est alors répertorié. Le Rice Brothers' Gang enregistre ensuite la chanson le 13 septembre 1939 pour le label Decca qui la sort le mois suivant. Ce groupe est originaire du nord de la Géorgie, mais a déménagé à Shreveport, en Louisiane, où ils se produisent sur la station de radio KWKH. L'auteur-compositeur est crédité sous le nom de Paul Rice. Paul et Hoke Rice vendent la musique à Jimmie Davis et Charles Mitchell peu avant 1940.

### Droits d'auteur et publication
Le 30 janvier 1940, les droits d'auteur de Davis et Mitchell sont protégés et publiés par l'éditeur de musique de New York Southern Music Publishing Co., Inc. Le duo enregistre la chanson le 5 février 1940 aux studios Decca à New York. Ils sont tous deux crédités pour l'écriture de la chanson et, lorsque le droit d'auteur est renouvelé le 2 février 1967, leurs deux noms figurent dessus.

### Revendications de propriété
Selon un article de Theodore Pappas paru en novembre 1990 dans le magazine Chronicles, le véritable auteur de la chanson serait Oliver Hood de LaGrange, en Géorgie. Il reconnait cependant que Davis n'a jamais réellement revendiqué la paternité de la chanson parce qu'il l'a acheté à Paul Rice avant d'en déposer les droits d'auteur et de la publier – une pratique courante dans le secteur musical d'avant la Seconde Guerre mondiale.
Les héritiers d'Oliver Hood, un musicien ayant collaboré avec Rice, déclarent que Hood a écrit la chanson au début des années 1930 et l'a interprétée pour la première fois en 1933, lors d'une convention des Veterans of Foreign Wars à LaGrange. Paul Rice déclare quant à lui : « J'ai écrit You Are my Sunshine en 1937. Là où j'ai eu l'idée, une fille en Caroline du Sud m'a écrit cette longue lettre – elle faisait environ dix-sept pages. Et elle parlait de la façon dont j'étais son rayon de soleil. J'ai eu l'idée de la chanson et j'ai mis une mélodie dessus ».

## Reconnaissance et popularité

### Hit-parades
You Are My Sunshine est l'un des disques les plus vendus de Jimmie Davis et connaît depuis lors un succès continu. En 1940, la version de Bob Atcher and Bonnie Blue Eyes pour Vocalion, sortie en février, est classée au no 1 du Billboard Top Hillbilly Recordings of the Month. Après le succès des versions de Davis et d'Atcher, l'enregistrement original de 1939 des Pine Ridge Boys culmine au no 4 le 26 octobre 1940. Wayne King et son orchestre enregistrent la première version à figurer dans le palmarès pop, atteignant le no 19 le 9 novembre 1940.
Le 14 mars 1941, le film de Gene Autry Back in the Saddle débute avec Autry chantant You Are My Sunshine avec sa propre chanson Back In The Saddle Again. Le 18 juin, il enregistre You Are My Sunshine au CBS Columbia Square, à Hollywood, en Californie, version sortie le 10 juillet sur Okeh Records. Le 8 juillet 1941, Bing Crosby enregistre sa version aux Decca Recording Studios, à New York, également sortie en juillet. Les deux enregistrements figurent dans les classements nationaux des meilleures ventes, Autry devenant no 1 du classement Top Hillbilly Recordings, où il reste pendant plus de 20 semaines jusqu'en janvier 1942.
En 1962, un single de Ray Charles, avec les Raelettes et Margie Hendrix, atteint le no 1 du classement Billboard Hot R&B Sides et le no 7 du Hot 100.

### Hommages et récompenses
En 1977, la Louisianne déclare You Are My Sunshine « chanson officielle de l'État », dont Jimmie Davis a été gouverneur pendant 4 ans, conjointement avec Give Me Louisiana de Doralice Fontane.
En 1992, le magazine Country America classe You Are My Sunshine au 35e rang de sa liste des « 100 meilleures chansons country de tous les temps ». La chanson reçoît un Grammy Hall of Fame Award en 1999. En 2000, le Songwriter's Hall of Fame décerne un Towering Song Award à l'enregistrement de Jimmie Davis. Le National Endowment for the Arts et la Recording Industry Association of America placent You Are My Sunshine en 14e position sur leur liste des 365 meilleures « chansons du siècle » en 2001.
En 2003, la chanson figure sur la liste des « 500 plus grands singles » de la Country Music Foundation et est classée no 73 sur la liste des « 100 plus grandes chansons » de la Country Music Television En 2011, elle intègre le Registre national des enregistrements de la Bibliothèque du Congrès.

## Autres interprétations
Ce standard américain est repris par un grand nombre d'artistes. En 2023, la base de données SecondHandSongs recense 475 enregistrements différents, dont :
- The Carter Family (enr. 1939, paru en 1999)
- Lawrence Welk (1941)
- Albert Ammons (1948) - instrumental
- Erroll Garner (1954) - instrumental
- Nat King Cole (1955)
- Jerry Lee Lewis (1957, paru en 1970)
- Duane Eddy (1959)
- Bobby Vinton (1960)
- Ricky Nelson (1960, paru en 2000)
- Pete Seeger (1961)
- Tony Sheridan & The Beat Brothers (1962)
- Dick Dale (1963)
- Marvin Gaye (1963)
- Andy Williams (1963)
- The Ventures (1963) - instrumental
- Gene Vincent (1964)
- Ike and Tina Turner (1965)
- The Righteous Brothers (1965)
- Trini Lopez (1965)
- Count Basie (1966)
- Aretha Franklin (1967)
- Jackie Shane (1967)
- The Beach Boys (1967, paru en 2011)
- Mose Allison (1968)
- Gregory Isaacs (1969)
- Bill Haley (1969, paru en 1999)
- Bob Dylan et Johnny Cash (1969, paru en 2019)
- Mississippi John Hurt (1971)
- Bryan Ferry (1974)
- Chuck Berry (1975)
- Alexis Korner (1975)
- Milt Jackson et Ray Brown (1977) - instr.
- Willie Nelson et Leon Russell (1979)
- Johnny Cash (1989)
- Michael Bolton (1993)
- Therapy? (1993)
- Amii Stewart (1994)
- Booker T. and the M.G.'s (1995) - instr.
- Bobby Darin (2000)
- Brian Wilson (2004)
- Ray Charles et Chris Isaak (2005)
- Carly Simon (2007)
- Willie Nelson, Wynton Marsalis et Norah Jones (2009)
- Maceo Parker (2010)
- Jerry Lee Lewis et Sheryl Crow (2010)
- Yusuf (2014)
- Leslie West (2015)
- Jasmine Thompson (2016)
- Tom Petty and the Heartbreakers (2022)

En 2020, pendant le confinement lié à la pandémie de Covid-19, You Are My Sunshine est interprètée par une chorale de plus de 11 000 chanteurs du monde entier dirigée par le chef de chœur britannique Gareth Malone et accompagnée par l'orchestre symphonique de Londres. Un single caritatif, dont les bénéfices sont reversés à l'association NHS Charities Together, est issu de cet enregistrement.
Plus récemment, ce titre est repris par The Dead South sur leur album Easy Listening for Jerks (label Six Shooter) sorti en mars 2022, groupe musical de folk-bluegrass formé en 2012 à Regina en Saskatchewan au Canada.

## Utilisation dans les médias
La chanson est utilisée dans divers médias, notamment au cinéma et à la télévision.

### Films
Parmi les nombreux films qui utilisent cette chanson, on compte, entre autres :
- 1940 : Take Me Back to Oklahoma de Albert Herman avec Tex Ritter
- 1941 : Back in the Saddle de Lew Landers, avec Gene Autry dans le rôle principal
- 1942 : Strictly in the Groove de Vernon Keays, version de Jimmie Davis
- 1942 : Stardust on the Sage de William Morgan, interprétée par Gene Autry, Smiley Burnette et d'autres
- 1944 : I'm from Arkansas de Lew Landers, interprétée par Jimmy Wakely and The Sunshine Girls
- 1949 : Mississippi Rhythm de Derwin Abrahams, avec Jimmie Davis dans le rôle principal
- 1969 : Enfants de salauds d'André de Toth, version de Jimmie Davis
- 1986 : Mort ou vif de Gary Sherman, version de Jimmie Davis
- 1988 : Au fil de la vie de Garry Marshall, interprétée par Bette Midler, Barbara Hershey et Grace Johnston
- 1989 : Blaze de Ron Shelton avec Paul Newman, par King Cotton and his Swamp Coolers
- 1992 : Forever Young de Steve Miner avec Mel Gibson, interprétée par Elijah Wood
- 1995 : Les Liens du souvenir de Diane Keaton avec Andie MacDowell, version de Ray Charles
- 1998 : Primary Colors de Mike Nichols avec John Travolta
- 2000 : O'Brother des frères Coen, interprétée par Norman Blake
- 2012 : Une nouvelle chance de Robert Lorenz avec Clint Eastwood, version de Carly Simon
- 2016 : The Comedian de Taylor Hackford avec Robert De Niro, interprétée par Harvey Keitel
- 2017 : Annabelle 2 La création du mal « Written by Jimmie Davis Performed by Charles Mcdonald By arrangement with peermusic »
- 2023 : Rien à perdre, film de Delphine Deloget, The Dead South, (Jimmie DAVIS).

### Séries TV
- 1988 : Fame (série télévisée), (saison 2, épisode 15), interprétée par Nancy Walker, Valerie Landsburg et Debbie Allen
- 1997 : Les Simpson, épisode La guerre secrète de Lisa Simpson (S8, E25), chantée par Julie Kavner, la voix de Marge Simpson
- 2015 : Esprits criminels (S11, E8), interprétée par Leah Andreone accompagnée par Todd Lowe et Lexy Kolker
- 2017 : This Is Us (S1, E16), interpretée par Amanda Warren dans le rôle de la mère de William Hill, puis interpretée par Ron Cephas Jones dans le rôle de William Hill
- 2021 : The Walking Dead, par Chandler Riggs (S7, E7) et par Lauren Cohan et Kien Michael Spiller (S10, E22)